# Kees & Co (televisieserie uit 1997)
Kees & Co is een Nederlandse komedieserie over het leven van Kees Heistee (Simone Kleinsma), die van 1997 tot 2006 werd uitgezonden door RTL 4. De serie werd daarna meerdere keren door RTL herhaald. Van 30 juni 2009 tot en met eind 2014 werden de herhalingen uitgezonden op Comedy Central Family.

## Verhaallijnen
In feite bestaat Kees & Co uit drie verschillende delen uit het leven van Kees Heistee. Aanvankelijk ging de serie over haar gezin en haar beste vriendin en tevens overbuurvrouw Sonja. Later werd het scenario tot twee keer toe aangepast vanwege het vertrek van enkele hoofdrolspelers. In de laatste twee seizoenen speelt de familie Speijer een grote rol in het leven van Kees.

### Seizoen 1 t/m 5
De eerste 5 seizoenen (57 afleveringen, met uitzondering van 'Herinneringen', een compilatieaflevering uit seizoen 3) waren gebaseerd op de succesvolle Britse komedieserie 2point4 Children, die tussen 1991 en 1999 door de BBC werd uitgezonden. Alle 56 afleveringen werden door Martine Bijl bewerkt en vertaald naar het Nederlands. In deze seizoenen stonden het echtpaar Kees en Ben, dochter Anne, zoon Rudie en overbuurvrouw Sonja centraal, aangevuld met een klein scala aan overige personages. In 2point4 Children werden andere namen voor de personages gebruikt, met uitzondering van Ben en Christine.
Kees probeert haar gezin normen en waarden te leren, maar dat lijkt bijna onmogelijk. Met Sonja runt Kees aanvankelijk een bakkerij. Na verloop van tijd besluiten ze ontslag te nemen wegens een conflict met de baas. Daarna gaan ze vliegtuigmaaltijden bereiden. Uiteindelijk besluiten ze om hun eigen cateringbedrijf op te starten.
Kees' echtgenoot is loodgieter en hij werkt samen met assistente Christine. Zijn concurrent in het vak is Karel Kurk (Michiel Kerbosch). Ze nemen elkaar regelmatig in de zeik.
De serie 2point4 Children stopte in 1999, toen er in december 1999 kanker bij hoofdrolspeler Gary Olsen was geconstateerd. Olsen overleed op 12 september 2000 na zijn 10 maanden lange strijd tegen kanker, wat tevens het einde zou betekenen van de serie in Nederland. Vanwege het succes werden echter nieuwe afleveringen geschreven, al ging dit gepaard met grondige wijzigingen.

### Seizoen 6
Rik Hoogendoorn, die de rol van Ben vertolkte, wilde niet meer verder met de serie. Aflevering 1 van seizoen 6 begint met de scene dat Kees op de begraafplaats staat en vertelt dat Ben een toiletpot op zijn hoofd heeft gekregen en daaraan is overleden. Anne kwam nog geregeld in de serie voor, maar Rudies rol was gedegradeerd tot een bijrol en deed slechts in twee afleveringen mee. Koen Smulders (Han Oldigs) werd geïntroduceerd, de baas van eetcafé Smulders, waar Sonja en Kees gingen werken. Na een tijdje wordt Koen verliefd op Kees en zij heeft ook gevoelens voor hem. Langzaamaan ontstaat er een relatie tussen hen.

### Seizoen 7 en 8
De wijzigingen bleken minder succesvol en voor de laatste 2 seizoenen (26 afleveringen) schreef scenarioschrijver Haye van der Heyden de afleveringen. Van de oorspronkelijke cast waren alleen Simone Kleinsma en Esther Roord overgebleven. Er werd slechts nog sporadisch gerefereerd aan het vroegere leven van Kees.
Kees ontmoet tijdens een avond eten met Sonja een man. Ze raken aan de praat en er ontstaat een klik. Frank (Victor Löw) blijkt twee puberende kinderen te hebben: Mariël (Nikkie Plessen) en Steven (Sascha Visser). Hij is gescheiden van zijn vrouw Joke (Margo Dames) en hij heeft de zorg voor zijn kinderen grotendeels op zich genomen.
Als de relatie flink is gevorderd wordt Sonja bang dat Kees bij Frank intrekt en ze haar vriendin uit het oog gaat verliezen. Kees belooft haar dat ze er altijd voor haar zal zijn. Dan ontmoet Sonja een man uit Australië, waarmee ze uiteindelijk gaat trouwen. Mariël besluit om op zichzelf te gaan wonen. Frank ziet het niet zitten om alleen met zijn puberende zoon Steven te blijven wonen en besluit daarom het serieuzer aan te pakken met Kees.
Sonja vertrekt naar Australië, en Kees trekt bij Frank in. Op 25 mei 2006 kwam er na 8 seizoenen en 96 afleveringen een einde aan de serie.

### Vervolg
In 2019 kwam er dertien jaar na het einde van de serie een vervolg onder dezelfde titel. De personages Rudie en Kees keerden hierbij terug. De inmiddels volwassen Rudie wordt in dit vervolg niet door Robin Tjon Pian Gi gespeeld, maar door Tibor Lukács.

## Rolverdeling
| Acteur               | Personage       | Seizoen  | Seizoen  | Seizoen  | Seizoen  | Seizoen  | Seizoen  | Seizoen  | Seizoen  |  |
| Acteur               | Personage       | 1        | 2        | 3        | 4        | 5        | 6        | 7        | 8        |  |
| Acteur               | Personage       | 1997     | 1998     | 1999     | 2000     | 2000     | 2002     | 2004     | 2006     |  |
| -------------------- | --------------- | -------- | -------- | -------- | -------- | -------- | -------- | -------- | -------- |  |
| Simone Kleinsma      | Kees Heistee    | HOOFDROL | HOOFDROL | HOOFDROL | HOOFDROL | HOOFDROL | HOOFDROL | HOOFDROL | HOOFDROL |  |
| Rik Hoogendoorn      | Ben Heistee     | HOOFDROL | HOOFDROL | HOOFDROL | HOOFDROL | HOOFDROL |          |          |          |  |
| Amber Teterissa      | Anne Heistee    | HOOFDROL | HOOFDROL | HOOFDROL | HOOFDROL | HOOFDROL | HOOFDROL | GAST     |          |  |
| Robin Tjon Pian Gi   | Rudie Heistee   | HOOFDROL | HOOFDROL | HOOFDROL | HOOFDROL | HOOFDROL | GAST     |          |          |  |
| Esther Roord         | Sonja Wegeman   | HOOFDROL | HOOFDROL | HOOFDROL | HOOFDROL | HOOFDROL | HOOFDROL | HOOFDROL | HOOFDROL |  |
| Han Oldigs           | Koen Smulders   |          |          |          |          |          | HOOFD    |          |          |  |
| Victor Löw           | Frank Speijer   |          |          |          |          |          |          | HOOFDROL | HOOFDROL |  |
| Nikkie Plessen       | Mariël Speijer  |          |          |          |          |          |          | HOOFDROL | HOOFDROL |  |
| Sascha Visser        | Steven Speijer  |          |          |          |          |          |          | HOOFDROL | HOOFDROL |  |
| Margo Dames          | Joke Speijer    |          |          |          |          |          |          | HOOFD    | GAST     |  |
| Rieneke van Nunen    | Trudie Heistee  | GAST     | GAST     | GAST     |          | GAST     | GAST     |          |          |  |
| Ella Snoep           | Moeder van Kees | GAST     | GAST     | GAST     | GAST     | GAST     |          |          |          |  |
| Akkemay Elderenbosch | Christine #01   | GAST     | GAST     | GAST     |          |          |          |          |          |  |
| Elsje Scherjon       | Tante To        |          | GAST     | GAST     |          |          |          |          |          |  |
| Guido van Gend       | Magnum #02      |          | GAST     | GAST     | GAST     |          |          |          |          |  |
| Michiel Kerbosch     | Karel Kurk      |          | GAST     |          | GAST     |          |          |          |          |  |
| Joep Sertons         | Ron             |          | GAST     | GAST     | GAST     | GAST     |          |          |          |  |
| Femke Mostert        | Christine #02   |          |          |          | GAST     | GAST     |          |          |          |  |
| Tim Boers            | Gijs            |          |          |          |          | GAST     |          |          |          |  |
| Claude De Burie      | Michel (stem)   |          |          |          |          |          | GAST     |          |          |  |
| Ian Bok              | Thomas          |          |          |          |          |          | GAST     |          |          |  |

### Kleine bijrollen
Onderstaande acteurs speelden een bijrol:
| Acteur                        | Personage    | Periode   |
| ----------------------------- | ------------ | --------- |
| Daniël Boissevain             | Motorrijder  | 1997–1998 |
| Raoul Boer                    | Harry        | 1997      |
| Sander de Heer                | Piet         | 1997      |
| Hans Roozen                   | Erik         | 1997–1998 |
| Wim Wiertz Niek Pancras       | Leo van Dam  | 1997–1999 |
| Coby Timp                     | Dora van Dam | 1997–2000 |
| Daan Wijnands                 | Sven Falskog | 1997      |
| Ella Snoep Elisabeth Versluys | Tante Cor    | 1998–2000 |
| Tanneke Hartzuiker            | Laura        | 1998–2000 |
| Filip Bolluyt                 | Harry        | 1998–1999 |
| Arie Rustenburg               | Mark         | 2000      |
| Josefien Hendriks             | Jolanda      | 2000-2001 |
| Simone Kleinsma               | Zichzelf     | 2006      |
| Ernst Löw                     | Jaap         | 2006      |

## Leader
De leader van Kees & Co is ingezongen door Simone Kleinsma. Vanaf seizoen 5 werd de leader aan het begin en het eind iets ingekort. De laatste zin werd hierdoor nog maar één keer gezongen. Vanaf seizoen 6 werd de tekst op de eerste zin na volledig gewijzigd.
- Versie 1 (seizoen 1–5)

Was ik maar een kat die negen levens had

Want dat leventje van mij gaat zo razend snel voorbij

Ook al ben ik alles weleens even zat

Ik wil geen leven zonder jou

En als ik kon kiezen koos ik negen keer voor jou

En als ik kon kiezen koos ik negen keer voor jou
- Versie 2 (seizoen 6–8)

Was ik maar een kat die negen levens had

Want de jaren gaan zo vlug

En ze komen nooit terug

Tegenslag en vreugde op je levenspad

Het is een ware loterij

En toch gaat het ondanks alles veel te snel voorbij

## Dvd-uitgaves
Seizoen 1 tot en met 6 zijn op 18 november 2010 op dvd uitgebracht, seizoen 1 en 2 waren al eerder uitgebracht en werden opnieuw uitgebracht. Seizoen 7 en 8 kwamen op 8 september 2011 uit op dvd. Op de dvd van seizoen 8 staat aflevering Wonder vermeld, maar het is Donatelli's. In september 2012 werden alle 8 seizoenen in een verzamelbox uitgebracht. Deze Kees & Co Box bestaat uit 23 dvd's.

## Trivia
- Alle afleveringen van Kees & co zijn opgenomen voor een publiek.
- De voordeur van huize Heistee gaat in de studio open naar rechts, maar in het huis waar de buitenopnames zijn, gaat deze naar links open.
- In seizoen één deed voor de buitenopnamen het huis aan de Griend 68 in Diemen dienst als de woning van de familie Heistee. Van seizoen twee tot en met vier werd hiervoor nummer 104 in dezelfde straat gebruikt. Vanaf seizoen vijf is dit het woonhuis aan het Boschplaat 46 in Diemen, een paar huizen verderop.
- Op 2 juni 2003 overleed Tim Boers (Gijs) aan hartproblemen. Hij wachtte sinds 2001 op een donorhart. Hiervoor bleek hij te ziek te zijn geworden. Hij is 17 jaar geworden.
- Sonja, de buurvrouw en beste vriendin van Kees, woonde altijd tegenover Kees. Vanaf aflevering 1 van seizoen 8 woont ze naast Kees, omdat ze in seizoen 3 uit haar eerdere huis moest.
- In seizoen 8 aflevering 2 speelt Kleinsma zowel de rol van Kees als zichzelf.